# Полоницкие
Полоницкие (Полоницкие-Шимковы) (пол. Połonicki) — дворянский род.
Родоначальник Евстафий (Остап) Полонецкий (Полуницкий) (?1658-63 — до 1693) — родился на Правобережной Украине, предположительно недалеко от сёл Уланово и Углы (ныне — Винницкая обл. Хмельницкий район), что на Подоле. Служил польским королям, 30 марта 1658 г. был «нобилитован за верную службу» Яном Казимиром. В 1663 г. служил писарем Каневского полка.

## Описание герба
В красном поле две стрелы и меч в звезду.
Щит увенчан дворянскими шлемом и короной. Нашлемник: пять страусовых перьев. Намёт на щите красный, подложенный серебром.